# Општина Загорска Села
Загорска Села је општина у Републици Хрватској. Налази се у Крапинско-загорској жупанији. По попису из 2001. године у општини је живело 1.197 становника. Површина општине износи 25 km2. Дан општине је 25. новембар.

## Насеља
Општини Загорска Села припадају следећа села:
- Бојачно
- Братковец
- Брезаковец
- Горњи Шкрник
- Харина Злака
- Иванић миљански
- Кузминец Миљански
- Миљана
- Луке Пољанске
- Плавић, Пушћа
- Пољана Сутланска
- Загорска Села